# Dokuczajewśke
Dokuczajewśke (ukr. Докучаєвське) – osiedle na Ukrainie, w obwodzie charkowskim, w rejonie charkowskim, w hromadzie Rohań. W 2001 liczyło 7241 mieszkańców.